# 慚 (佛教)
慚，佛教術語，字面意義為自我尊重，覺醒。是一種道德勇氣及誠實態度，使人能夠面對與反省自己的行為，避免不道德的舉動。在阿毗達摩傳統中，被認為是一種善的心所，說一切有部將其列為大善地法之一。
其反義詞為無慚（ā-hrīkya）。

## 概論
慚經常與愧並舉，古代論師對其有不同定義，一說是指能夠自我尊重，對於有德者有崇敬之心，不去做讓人感到羞恥的事，稱為慚。另一個說法，認為能夠自我觀察，反省，對於自己的錯誤行為感到羞耻，稱為慚。
《大般涅盤經 · 梵行品第八之五》即《大般涅槃經卷第十九》云：
慚者，自不作罪； 愧者，不教他作。
慚者，內自羞恥； 愧者，發露向人。
慚者羞人，愧者羞天， 是名慚愧。